# Odiomaris
Odiomaris is een geslacht van kreeftachtigen uit de klasse van de Malacostraca (hogere kreeftachtigen).

## Soorten
- Odiomaris estuarius Davie & Richer de Forges, 1996
- Odiomaris pilosus (A. Milne-Edwards, 1873)